# Duoth Koang Rueh Wour
Duoth Koang Rueh Wour ist ein Politiker im Südsudan.
Er hat Volksmärchen gesammelt und gehört zur United Democratic Front und wurde 2010 als Kandidat der Parteiliste in die State Legislative Assembly von Jonglei gewählt. Er war der einzige Kandidat, welcher nicht über die Liste der Sudanesischen Volksbefreiungsbewegung (SPLM) gewählt wurde.

## Veröffentlichungen
- Duoth Koang Ruea, Gatwech Peter Kulang Chol: Bok Cäätni Kolang Toat; Nuer (Kolang) Folk Stories: Part One. Reader for Advanced Pupils. Nairobi: Institute of Regional Languages – SIL Sudan, 2001.